# Рябаш (Башкортостан)
Рябаш (баш. Рәбаш) — упразднённая в 2005 году деревня  Малиновского сельсовета Белебеевского района Республики Башкортостан.

## География
Стоит в истоке  реки Ря.

### Географическое положение
Расстояние до:
- районного центра (Белебей): 17 км,
- центра сельсовета (Малиновка): 4 км,
- ближайшей ж/д станции (Аксаково): 9 км.

## История
Закон Республики Башкортостан «О внесении изменений в административно-территориальное устройство Республики Башкортостан в связи с образованием, объединением, упразднением и изменением статуса населенных пунктов, переносом административных центров» от 20 июля 2005 года N 211-з, ст.1 гласил:

4. Упразднить следующие населенные пункты:
8) в Белебеевском районе:

е) деревню Рябаш Малиновского сельсовета

## Население
На 1 января 1969 года проживали 80 человек; преимущественно русские.

## Инфраструктура
Пророко-Илиинский скит Богородице-Тихвинского женского монастыря.